# Промишленост на Сливен

## История
Сливен се развива като средище на текстилното производство още преди Освобождението на България. Причините се крият в започналото в началото на XIX в. западане на Османската империя. Пътищата са несигурни и преносът на стоки на далечни разстояния е възпрепятстван, а османските земи, в това число и населените с българи, остават изолирани от бурната вече Индустриална революция в Западна Европа и този факт се оказва предпоставка за развитието на занаятите. Османската армия изпитва нужда от облекло и снаряжение – снабдителите са предимно българи, живеещи в градовете.
Постепенно редица градове се превръщат в центрове на занаятчийството в европейската част на Империята, сред които и Сливен. Там през 1834 г. Добри Желязков открива собствена текстилна работилница. Той е поканен да представи продукцията си пред султана и на 16 февруари 1836 г. Махмуд II подписва ферман, с който се узаконява първата текстилна фабрика на Балканския полуостров, произвеждаща сукно за нуждите на османската армия. Построена е през 1843 г. в северната част на Сливен. Голяма част от готовата продукция от своя стана се е изнасяла през бургаското пристанище, което допринася и за развитието на търговията там. През втората половина на XIX век индустриалните стоки започват да си проправят път към Империята и занаятчийството постепенно запада.
Промишлеността се средоточва в три части на града: Асеновското дефиле, през което протича река Асеновска, Новоселското дефиле и Сотирското дефиле.
През 1887 г. е открита фабриката на Милко Василев, а на следващата година тази на Георги Стефанов в съдружие с Момчилов и Димитров.

### Индустриалци от Сливен
За повече от столетие традиционната промишленост в Сливен е текстилната. Сред известните индустриалци са:
- Добри Желязков. Роден е в Сливен, Османска империя, през 1800 г. и умира в Сливен през 1865 г. Фабриката му е строена през 1843 г., чийто строеж е узаконен с ферман от султан Махмуд II.

- Бащата Георги и синовете Киро и Стефан Стефанови. Те са собственици на фабриката за вълнени платове „Георги Стефанов и синове“, създадена през 1888 г. и останала до 1945 г., най-голямата за платове. Домът на Киро Стефанов в София се намира на днешната ул. „Париж“. Къщата е построена през 1921 г. по проект на арх. Никола Лазаров и съчетава неоренесанс, сецесион и барок. След 1944 г. е одържавена и взета от ЦК на Компартията, а впоследствие я получава софийската община. Братът на Киро, Стефан Стефанов, е роден в Сливен на 6 юли 1876 г. (Османска империя) и умира в София (България), като точната дата на смъртта му остава спорна – спори се между 11 януари 1945 г. и 25 март 1946 г. Министър на финансите е в 47-ото, 48-ото и 49-о правителства на България, оглавявани от Никола Мушанов и издигнати от Народния блок, като последното е свалено с Деветнадесетомайския преврат. Стефан Стефанов е член на Демократическата партия. Съветник е на цар Борис III между 1918 и 1920 г. Народен представител е в четири ОНС. От 1920 г. е собственик и на самоковската фабрика за текстил „Мусала“.[4]

## Съвременно състояние
Сливен има стари традиции в производството на текстил – през 1836 г. е построена първата текстилна фабрика на Балканите (с директор Добри Желязков). Днес тук действат едни от най-големите текстилни предприятия в България, част от групата „Е. Миролио“.
„Декотекс Карпет“ АД е акционерно дружество, приватизирано през февруари 1998 г. и водещо в производството на вълнени прежди, килими и настилки. Капиталът му се изчислява на 15,04 млн. лв.  Небеизвестни са и град Котел и околните нему селища със своето ръчно производство на изтъкани с фолклорни мотиви килими. Значително място заемат множеството малки фирми, произвеждащи хавлиени тъкани и изделия, чорапи и облекло.
Втори по важност отрасъл е производството на хранителни продукти. Застъпени са винопроизводството, млекопреработката, производството на месо и месни продукти, на плодови и зеленчукови консерви и преработката и пакетирането на ядки. Зърнопреработването е представено от холдинга „Мелинвест“. Домейн Бояр е представен чрез винарната „Сините скали“, проектирана от "A&G Engineering", финансирана от Европейската банка за възстановяване и развитие, ING, The Baring Central European Fund и Baarsma Holding и завършена през 1999 г. Стойността ѝ е 15 млн. долара и е една сред най-модерните в Европа. Важна инвестиция е българо-гръцкото предприятие „Тирбул“ (2002), което е на второ място в страната по събрано и преработено мляко (с капацитет от 300 т мляко дневно). „Вини“ АД е една от най-големите винарни в България с годишен капацитет за преработка на около 80 милиона кг грозде, 3 бутилиращи линии и 3000 бъчви. 
Произвеждат се стругови машини, колонни пробивни машини, дървообработващи машини, металорежещи машини, селскостопанска техника. Към 2018 година в завода на „Язаки България“ се произвеждат електрически инсталации за сглобяваните в Турция микробуси „Форд Транзит“, като в него работят около 1500 души. През последните години делът на строителството в индустриалния сектор бележи постепенно увеличаване. 